# Epalxiphora axenana
Epalxiphora axenana är en fjärilsart som beskrevs av Edward Meyrick 1881. Epalxiphora axenana ingår i släktet Epalxiphora och familjen vecklare. Inga underarter finns listade i Catalogue of Life.

## Bildgalleri

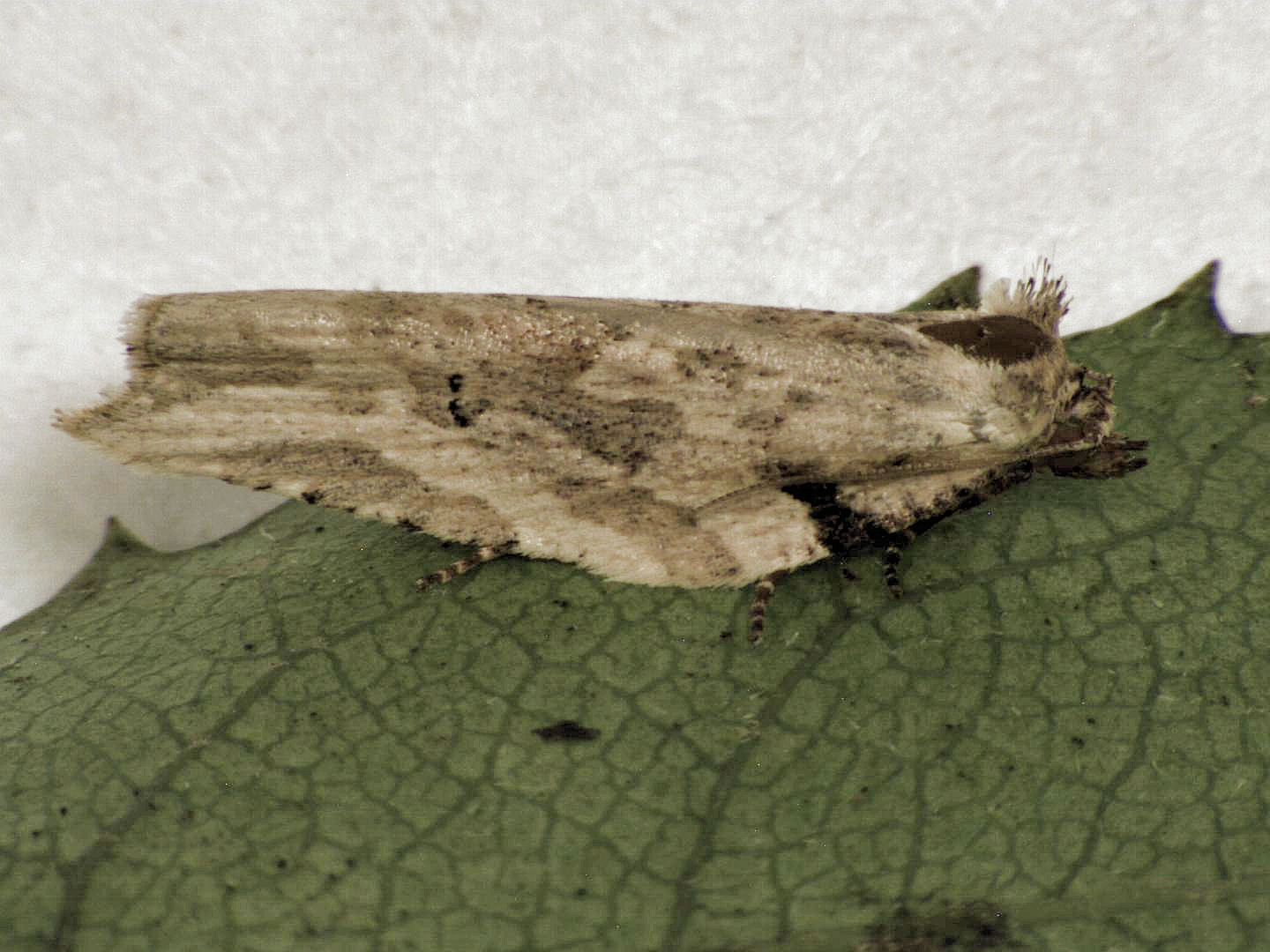
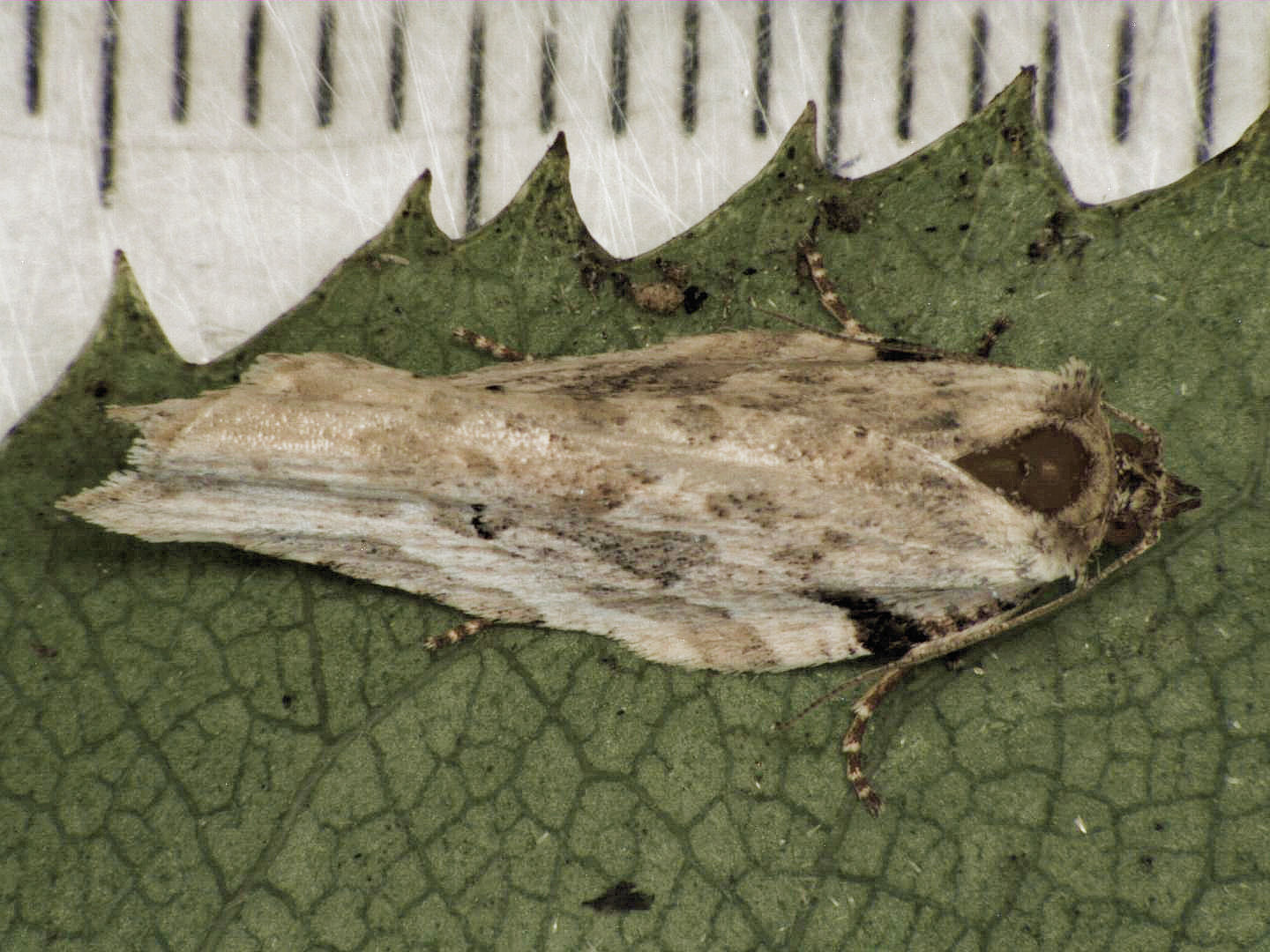